# Castéra-Bouzet
Castéra-Bouzet is een gemeente in het Franse departement Tarn-et-Garonne (regio Occitanie) en telt 115 inwoners (2009). De plaats maakt deel uit van het arrondissement Castelsarrasin.

## Geografie
De oppervlakte van Castéra-Bouzet bedraagt 17,0 km², de bevolkingsdichtheid is dus 6,8 inwoners per km².
De onderstaande kaart toont de ligging van Castéra-Bouzet met de belangrijkste infrastructuur en aangrenzende gemeenten.

## Demografie
Onderstaande figuur toont het verloop van het inwonertal (bron: INSEE-tellingen).

## Externe links

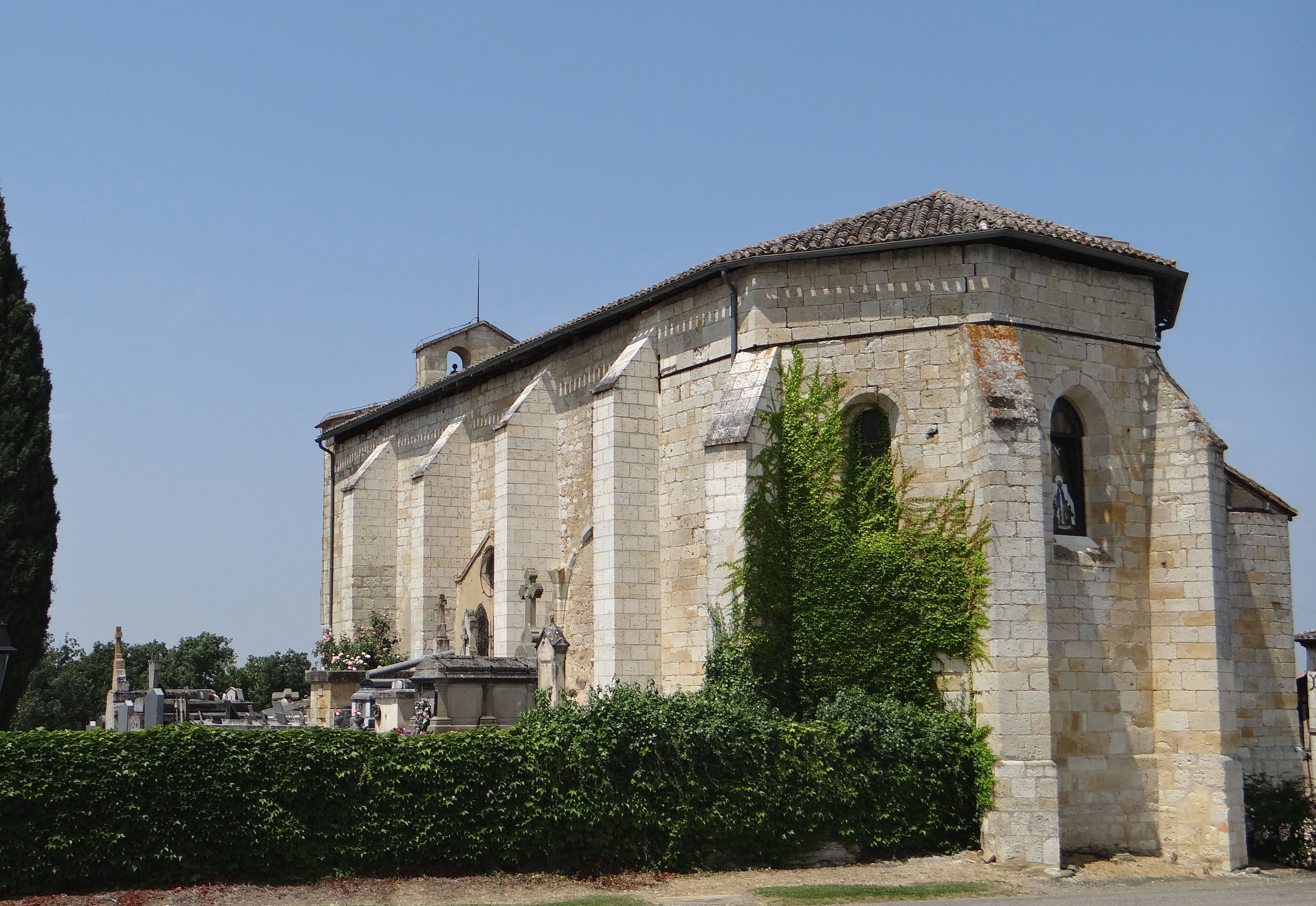
Kerk